# Endopsammia philippensis
Endopsammia philippensis är en korallart som beskrevs av Milne Edwards och Jules Haime 1848. Endopsammia philippensis ingår i släktet Endopsammia och familjen Dendrophylliidae. Inga underarter finns listade i Catalogue of Life.